# Antriebsschlupfregelung
Die Antriebsschlupfregelung (ASR), auch Automatische Schlupfregelung, aktive Schlupfregelung oder Traktionskontrolle genannt, sorgt dafür, dass die Räder des Wagens nicht durchdrehen. Die Traktionsregelung soll beim Anfahren mit viel Gas („Kavalierstart“) oder bei schlechtem Untergrund wie Eis, Schnee, Rollsplitt, nassem Kopfsteinpflaster (wenig Haftreibung) verhindern, dass ein oder mehrere Räder durchdrehen und das Fahrzeug seitlich ausbricht. Gegenstück ist die Motor-Schleppmoment-Regelung (MSR), die bei abrupter Gaswegnahme eine Fahrzeug-Instabilität vermindern soll.
Das System hat bei vielen Herstellern unterschiedliche Bezeichnungen:
- Audi: (ASR)
- BMW: Automatische Stabilitäts Control (ASC) in KFZ und Motorrädern[1] oder dynamic traction control (DTC) in Motorrädern[2]
- Fiat: (ASR)
- Ford: Traction Control System (TCS)
- Hyundai: Traction Control System (TCS)
- Land Rover: (ETC)
- Mazda: Traction Control System (TCS)
- Mercedes: (ASR)
- Mitsubishi: Traction Control System (TCS)
- Nissan: Traction Control System (TCS)
- Opel/GM: Traction Control Support System (TCSS)
- Peugeot: (ASR)
- Piaggio: Traktionskontrolle (ASR)
- Porsche: ASR als Teil des Porsche Stability Management (PSM)
- Renault: (ASR)
- Saab: Traction Control System (TCS)
- Seat: (ASR)
- Škoda: (ASR)
- Subaru: (ASR)
- Suzuki: (ASR)
- Toyota: Traction Control (TRC)
- Volkswagen: (ASR)
- Volvo: Traction Control System (TRACS)

## Grundlagen
ASR greift dann ein, wenn die Räder beim Beschleunigen eines Fahrzeuges anfangen durchzudrehen, das heißt, sie haben keine oder nur wenig Haftung auf der Straße. Droht ein zu starker Schlupf der Antriebsräder, wird das Antriebsmoment durch gezielten Brems- oder/und Motormanagementeingriff verringert. Das Regelsystem, das seine Informationen unter anderem über die Antiblockiersystem-Raddrehzahlsensoren erhält, verbessert damit Traktion und Fahrstabilität während der Beschleunigungsphase sowohl auf gerader Strecke als auch bei Kurvenfahrt. Voll ausgebildete ASR-Systeme kommen in ihren angestammten Betriebsbereichen schon sehr nahe an das Elektronische Stabilitätsprogramm heran, ersetzen dieses jedoch nicht. Die Bremsen betätigt das System nur bei niedriger Geschwindigkeit.  Motoreingriff bringt generell die Fahrstabilität über den gesamten Geschwindigkeitsbereich.
Weil bei einigen Herstellern die Regelung etwas grob eingreift und außerdem die Bremse belastet, werden solche Systeme bei höheren Geschwindigkeiten in der Regel abgeschaltet. In engen Grenzen (Anfahren) kann ASR die Funktion eines Sperrdifferentials übernehmen.
Es war das erste Fahrerassistenz-System, das unabhängig vom Fahrer Bremsdruck aufbaute. Dieses sorgte für eine angemessene Fahrstabilität in kritischen Fahrsituationen.

## Funktion
Während der Fahrt überwachen die Drehzahlsensoren zusammen mit dem Steuergerät das Schlupfverhalten der Antriebsräder (egal ob Front-, Heck- oder Allradantrieb). Wenn der Fahrer mehr Gas gibt, erhöht sich das Drehmoment und folglich auch das Antriebsdrehmoment an den Rädern, der Radschlupf steigt. Bei einem Radschlupf von etwa 10 bis 20 % erreicht der Kraftschlussbeiwert auf trockener Fahrbahn ein Maximum, die vom Reifen übertragbaren Umfangskräfte erreichen ihr Maximum.
Wird das Antriebsdrehmoment weiter erhöht, so fällt der Kraftschlussbeiwert ab, das übertragbare Drehmoment sinkt und mindestens ein Rad neigt zum Durchdrehen. Abhängig von Straßenbelag und Schlupfrate können auch beide Räder betroffen sein. Durch den mit zu hohem Umfangsschlupf einhergehenden Verlust an Seitenführungspotential kann das Fahrverhalten auch instabil werden. Jetzt wird ASR aktiv und regelt das Antriebsmoment an den Rädern mit mehreren Maßnahmen.
Einige ASR Systeme berücksichtigen auch den Lenkwinkel.

### Antriebsschlupfregelung durch Bremseneingriff
Einfache ASR-Systeme haben meist nur Zugriff auf die Bremse. Da die mechanischen Komponenten bereits durch das Antiblockiersystem (ABS) vorhanden sind, ist das ASR eine Software- und Hardwareerweiterung des ABS und kann jedes Antriebsrad einzeln abbremsen. Ein solcher Eingriff ist nur für die Räder erforderlich, die angetrieben werden. Das zu schnelle Rad wird dabei abgebremst und das andere Rad erhält dadurch mehr vom Antriebsmoment. Der Bremseingriff erfolgt dabei ohne die Mitwirkung des Fahrers. Das ABS wird dafür mit einem zusätzlichen Umschaltventil und einem Ansaugventil vom normalen Bremsbetrieb auf ASR-Betrieb umgestellt. Die Rückförderpumpe des ABS saugt vom Hauptbremszylinder über das Ansaugventil Bremsflüssigkeit an und erzeugt den ASR-Systemdruck.
Nachteilig wirkt sich eine aktive ASR-Regelung bei längeren Fahrten speziell im Offroadbereich aus: die Bremsscheiben oder -trommeln können sehr heiß werden, ohne dass man selbst jemals gebremst hat.

### Antriebsschlupfregelung über Eingriff in die Motorsteuerung
Hier erfolgt ein Eingriff in das Motormanagement. Durch Reduktion des Motordrehmoments wird dem Durchdrehen eines angetriebenen Rades oder der ganzen Antriebsachse entgegengewirkt. Dies ist möglich, wenn der Motor entweder keine mechanische Verbindung vom Fahrpedal zur Drosselklappe (Ottomotor) bzw. Einspritzpumpe (Dieselmotor) hat oder beim Ottomotor eine zweite Drosselklappe für das ASR verbaut ist.
Im ersten Fall übernimmt die Aufgabe der Leistungsreduzierung ein elektronisches Gaspedal. Diese E-Gas-Funktion behandelt Befehle der ASR vorrangig vor dem Fahrerwunsch. Registriert ASR zu großen Antriebschlupf, verstellt das Motorsteuergerät beim Ottomotor die Drosselklappe sowie die Zündwinkel und blendet einzelne Einspritz- und Zündsignale im Einspritzsystem aus. Beim Dieselmotor wird entweder der Verstellhebel der Einspritzpumpe oder bei Motoren mit Common-Rail mit Hilfe einer Momentschnittstelle über den CAN-Datenbus durch das Motorsteuergerät die Kraftstoffmenge auf Anforderung der ASR reduziert. In beiden Fällen verringert sich dadurch das überschüssige Motor- und Antriebsmoment.
Bei Druckluftsystemen wie sie bei Autobussen oder LKW verbaut sind, kann das ASR Ventil manuell über einen Zylinder die Einspritzpumpe ansteuern und diese auf Nullförderung stellen.

### Kombinierte Regelung
Hier erfolgen sowohl Eingriffe über die Bremsanlage als auch über das Motormanagement.

## Geschichte
Schon der 1939 unter Federführung von Ferdinand Porsche gebaute Mercedes-Benz T 80 war mit einer Vorrichtung zur Vermeidung von Antriebsschlupf versehen.
Antriebsschlupfregelung wurde aber erst nach der Einführung digital gesteuerter Antiblockiersysteme zum Massenprodukt.
Mit dem Einzug elektronischer Stabilitätsprogramme ist Antriebsschlupfregelung zum festen Bestandteil in der Fahrdynamikregelung geworden. Die Regelung des Antriebsschlupfes ist zur Basis der nachfolgenden Stabilitätsprogramme geworden, die mit zusätzlichen Sensoren und Abbremsen der nicht angetriebenen Räder zur Fahrzeugstabilisierung beitragen. Mit zunehmender Komplexität solcher elektronischer Systeme ist damit zu rechnen, dass Wartung und Unterhalt zur gesetzlichen Pflicht werden, wie dies bei Flugzeugen schon lange der Fall ist.
Die Bezeichnungen des ASR variieren je nach Hersteller, zusätzlich wird häufig auch zwischen einzelnen ASR Systemen unterschieden, zum Beispiel:
- bei BMW: Automatische Stabilitäts Control (ASC) = alleiniger Eingriff in das Motormanagement; ASC+T = kombinierte Regelung
- bei Mercedes: Elektronisches Traktions-System (ETS) = alleiniger Eingriff über die Bremsanlage; ASR = kombinierte Regelung

### Markteinführung Pkw
1971 führte die Buick Division des General Motors-Konzerns eine Antriebsschlupfregelung namens „MaxTrac“ ein. Es war mit entsprechenden Sensoren und einem Computersystem ausgestattet, das durchdrehende Räder erkennen und die Kraft entsprechend auf der Hinterachse verteilen konnte. „MaxTrac“ war als Zubehör für alle Full-Size-Modelle von Buick (Riviera, Estate Wagon, Electra 225, Centurion und LeSabre) erhältlich. Weniger erfolgreich war das „Traction Monitoring System“ (TMS) von Cadillac, das 1979 für den Eldorado angeboten wurde. Kritik erregten eine lange Reaktionszeit und eine hohe Fehleranfälligkeit. Bei den vorgenannten Systemen handelt es sich jedoch nicht um eine Antriebsschlupfregelung aus heutiger Sichtweise, sondern lediglich um ein elektronisch gesteuertes Sperrdifferential.
1986 brachte Mercedes die erste Antriebsschlupfregelung nach heutiger Sichtweise in Modellen der Baureihe W 126 mit V8-Motor (S-Klasse) auf den Markt; 1978 wurde im Vorgängermodell W 116 das analog elektronisch geregelte ABS eingeführt.

### Markteinführung Motorrad
Im Jahr 1992 führte erstmals Honda bei seinem Modell Pan European die Traktionskontrolle ein. 2010 waren BMW R 1200 GS, BMW S 1000 RR, BMW K 1300 S, Ducati 1198 S, Kawasaki 1400 GTR, Kawasaki Z1000sx, MV Agusta Brutale 1090, Yamaha XT 1200 Z Super Ténéré und Aprilia RSV4 Factory APRC, seit 2015 der Piaggio MP3, sowie der Peugeot Metropolis 400 damit ausgerüstet. Die Systeme basieren auf unterschiedlichen Prinzipien. Entweder durch Messung des Hinterrad-Drehzahlanstiegs (MV Agusta), Raddrehzahlabgleich von Vorder- und Hinterrad (BMW, Ducati, Kawasaki, Yamaha) oder Raddrehzahlabgleich und Schräglagensensor (BMW S 1000 RR), reagiert die Elektronik mit einem Eingriff auf Drosselklappe und Motormanagement. Die Reaktionszeiten des Systems liegen zwischen 0,05 und 0,16 Sekunden, respektive eine halbe Radumdrehung.